# NHL Winter Classic 2016

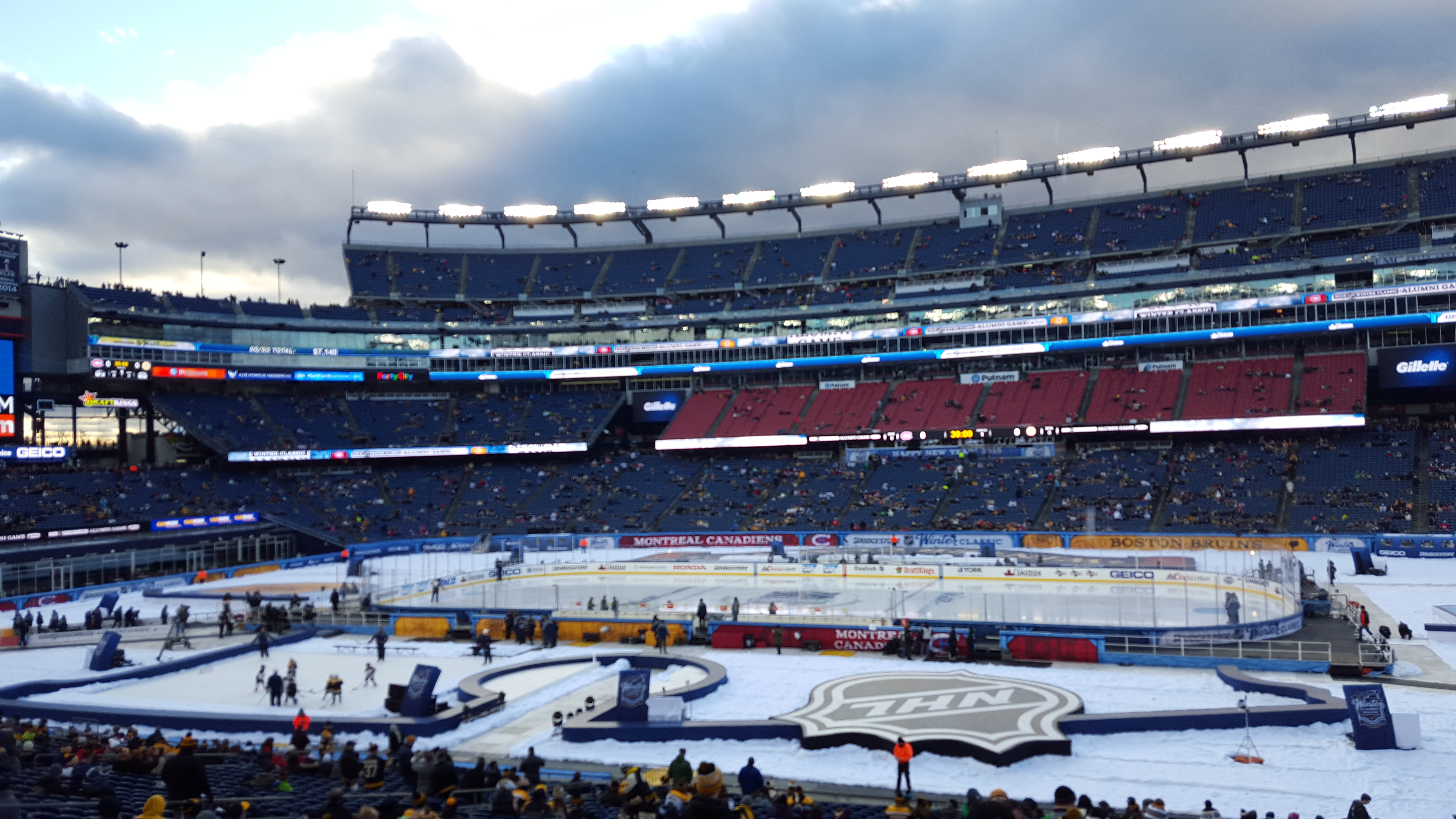
Alumni Game am 31. Dezember 2015

Das NHL Winter Classic 2016 war ein Freiluft-Eishockeyspiel, das am 1. Januar 2016 im Rahmen der Saison 2015/16 der National Hockey League (NHL) ausgetragen wurde. In dieser achten Auflage des NHL Winter Classics gewannen die Canadiens de Montréal im Gillette Stadium von Foxborough, Massachusetts mit 5:1 gegen die Boston Bruins.

## Hintergrund

### Teilnehmende Mannschaften
Während des NHL All-Star Game 2015 im Januar 2015 gab die NHL bekannt, dass die Boston Bruins das nächste Winter Classic im Gillette Stadium von Foxborough austragen würden. Wenige Tage später wurden die Canadiens de Montréal als Gegner bekanntgegeben, sodass man (im Gegensatz zum Vorjahr) zu einer klassischen NHL-Rivalität aus den Original Six zurückkehrte. Zudem wurde der Spielplan der New England Patriots aus der National Football League, die im Gillette Stadium ihre Heimspiele austragen, entsprechend angepasst, sodass die Patriots die Saison mit zwei Auswärtsspielen beendeten und das Stadion vorbereitet werden konnte.
Für die Boston Bruins war es die zweite Teilnahme an einem Winter Classic nach 2010 (gegen die Philadelphia Flyers), die Canadiens hingegen bestritten ihr erstes Winter Classic.
Wie in den Jahren zuvor trugen beide Mannschaften am 31. Dezember ein Alumni-Spiel am gleichen Ort aus, bei dem sich bekannte ehemalige Spieler in einem Freundschaftsspiel gegenüberstanden. Erstmals fand in diesem Jahr auch ein Winter Classic der Damen statt, bei dem sich – ebenfalls am 31. Dezember – die Boston Pride aus der National Women’s Hockey League und Les Canadiennes de Montréal aus der Canadian Women’s Hockey League gegenüberstanden.

### Sportliche Ausgangssituation
Vor dem Spiel hatten die Canadiens de Montréal 39, die Boston Bruins 36 Spiele absolviert. Dabei lagen die Canadiens (21–15–3; 45 Punkte) in der Atlantic Division auf Rang zwei und somit einen Platz vor den Bruins (20–12–4; 44 Punkte). Beide Mannschaften konnten mit einem Sieg die Florida Panthers von der Spitze der Division verdrängen. In der Tabelle der gesamten Liga lagen die Canadiens ebenfalls einen Platz vor den Bruins auf Rang 10. Beide Teams standen sich in der regulären Saison bereits drei Mal gegenüber, davon gewannen die Canadiens zweimal 4:2 sowie einmal die Bruins 3:1.

## Spiel
Wie bereits in vorherigen Jahren trugen beide Mannschaften historisch inspirierte Trikots und nutzten dabei jeweils Logos aus den 1920er Jahren.

### Verlauf
| 1. Januar 2016 13:30 Uhr (Ortszeit) | Boston Bruins Adam McQuaid (43:56) | 1:5 (0:1, 0:2, 1:2) Spielbericht | Canadiens de Montréal David Desharnais (1:14) Paul Byron (22:00) Brendan Gallagher (37:20) Max Pacioretty (48:49) Paul Byron (58:28) | Gillette Stadium, Foxborough, Massachusetts Zuschauer: 67.246 |

Als Three Stars wurden Brendan Gallagher, Mike Condon und Matt Beleskey ausgezeichnet.

### Kader
| Boston Bruins         | Torhüter: Tuukka Rask, Jonas Gustavsson 1 Verteidiger: Zdeno Chára (C), Torey Krug, Adam McQuaid, Kevan Miller, Joe Morrow, Dennis Seidenberg Angreifer: Matt Beleskey, Patrice Bergeron (A), Alexander Chochlatschow, Brett Connolly, Loui Eriksson (A), Landon Ferraro, Seth Griffith, Jimmy Hayes, Zac Rinaldo, Ryan Spooner, Maxime Talbot, Frank Vatrano Cheftrainer: Claude Julien |
| Canadiens de Montréal | Torhüter: Mike Condon, Ben Scrivens 1 Verteidiger: Mark Barberio, Nathan Beaulieu, Alexei Jemelin, Andrei Markow, Jeff Petry, P. K. Subban (A) Angreifer: Paul Byron, Daniel Carr, David Desharnais, Lars Eller Tomáš Fleischmann, Brian Flynn, Alex Galchenyuk, Brendan Gallagher, Torrey Mitchell, Max Pacioretty (C), Tomáš Plekanec (A), Dale Weise Cheftrainer: Michel Therrien     |
|                       | 1 Gustavsson und Scrivens standen als Ersatztorhüter im Kader, kamen allerdings beide nicht zum Einsatz. |